# Mesorregión Oriental del Tocantins
La mesorregión Oriental do Tocantins es una de las dos mesorregiones del estado brasileño del Tocantins. Es formada por la unión de 46 municipios agrupados en tres microrregiones.

## Microrregiones
- Dianópolis
- Jalapão
- Puerto Nacional

- Datos: Q2376710